# مؤتمر الوطنيين للعدل والسلام
مؤتمر الوطنيين للعدل والسلام (CPJP) هي حركة متمردة في جمهورية أفريقيا الوسطى، شاركت في القتال في حرب جمهورية أفريقيا الوسطى الأهلية (2004-2007)، وفي 12 يونيو 2011، وقّعت الحركة على اتفاق لوقف إطلاق النار مع الحكومة. بعد أحداث 2012 ونشوب الحرب الأهلية من جديد، انضمت الحركة إلى تحالف ميليشيا سيليكا التي أطاحت بالرئيس فرانسوا بوزيزيه في مارس 2013.

## اتفاق وفق إطلاق النار 2012
في 25 أغسطس 2012 وقعت الحركة ممثلة في عبد الله إيسيني اتفاقًا آخر لوقف إطلاق النار. لكن لم يرحب جميع أعضاء الحركة بالاتفاق، وانشقت مجموعة من الحركة تحت قيادة حسن الحبيب، وأطلقوا على أنفسهم اسم"CPJP الأصلية"، وفي 15 سبتمبر اشتعلت الأحداث وقاموا بعدة عمليات في مدن سيبوت، ودامارا وديكوا، وكان ذلك في بداية حرب جمهورية أفريقيا الوسطي الأهلية 2012.